# أحمد سالم باعطب
أحمد سالم سعيد باعطب (ولد في المكلا بحضرموت اليمنية 2 يوليو 1936 - 3 أغسطس 2010)، شاعر وأديب سعودي، يعد من أبرز الأصوات الشعرية السعودية التي برعت في كتابة القصيدة العمودية الكلاسيكية التي تميزت بالوحدة العضوية والصور البيانية، كما كانت المرأة أحد أبرز الموضوعات التي تطرق لها في شعره. حصل باعطب على بكالوريوس في الاقتصاد والعلوم السياسية من جامعة الملك سعود عام 1386هـ مع مرتبة الشرف، وعمل بعد ذلك مدرساً بالمرحلة الابتدائية ثم التحق بالخطوط الجوية العربية السعودية على وظيفة مدقق حسابات، ومنها انتقل إلى مؤسسة النقد العربي السعودي حتى أحيل إلى التقاعد عام 1409هـ.
شارك باعطب بأشعاره في أغلب منصات الشعر في السعودية -وذلك من خلال الأندية الأدبية- وفي بعض العواصم العربية، وحاز على جائزتين في الشعر، جاءت الأولى من نادي الطائف والأخرى من نادي أبها الأدبي.

## أعماله
له ثلاثة عشر مؤلفاً ما بين الشعر والنثر والدراسات، وأصدر خمسة أعمال شعرية هي: (الروض الملتهب) و(قلب على الرصيف) و(عيون تعشق السهر) الصادر عن دار الأصفهاني للطباعة والنشر، و(أسراب الطيور المهاجرة) الصادر عن دار البلاد للطباعة والنشر سنة 1998 و(رباعيات مخضبة)، وله ديوان شعري مخطوط بعنوان: (عندما تتعرى الأيام) الصادر عن نادي الطائف الأدبي سنة 2001، إلى جانب كتابه عن الأديب عبد العزيز الرفاعي (عبد العزيز الرفاعي : صور ومواقف)، وللشاعر باعطب ولع واهتمام كبير بالأوزان وعلم العروض وله مخطوطة في هذا العلم تحمل عنوان (رحلة في رياض الشعر والعروض).
من أعماله الأخرى:
- ملك وشعب وطموح، النادي الأدبي الثقافي، جدة، 2001.[18]
- الملك عبد العزيز ومقومات القيادة.[19]
- الوطن ولاء وانتماء، نادي جازان الأدبي، جازان، 2001.[20]
- اليوم الوطني سجل صفحاته من نور.[21]
- رباعيات مخضبة، النادي الأدبي، حائل، 1998.[22][23]
- الإثنينية، 1983.[24]

## الجوائز
- حصل باعطب على الجائزة الثانية من نادي الطائف الثقافي 1400هـ، وفي الملتقى الأدبى بأبها 1407هـ.[4]

## كتب عنه
كتب عن شعره اللغوي المصري بدوي طبانة (الجزيرة 1403هـ)، والأديب الأردني عيسى الناعوري (الدستور 1405 هـ)، والشاعر السعودي محمد حسن فقي (البلاد 1408هـ)، وحسن فهد الهويمل ( الفيصل 1408هـ)، وخالد محمد غازي ( الندوة 1411هـ)، والناقد الأدبي السعودي عبد الفتاح أبو مدين ( الرياض 1411هـ) وآخرون.